# 8930 Kubota
A 8930 Kubota (ideiglenes jelöléssel 1997 AX3) a Naprendszer kisbolygóövében található aszteroida. Kobajasi Takao fedezte fel 1997. január 6-án.